# Anthony Wambani
Anthony Wambani (7 agosto 1999) è un calciatore keniota, difensore dell'FC Arlanda.

## Carriera

### Club
Cresciuto nel settore giovanile del Bandari, nel 2018 è stato acquistato dagli svedesi del Vasalund.

### Nazionale
L'8 dicembre 2019 ha esordito con la nazionale keniota disputando l'incontro di CECAFA Cup vinto 1-0 contro la Tanzania.

## Statistiche
Statistiche aggiornate al 6 febbraio 2020.

### Cronologia presenze e reti in nazionale
| Cronologia completa delle presenze e delle reti in nazionale ― Kenya | Cronologia completa delle presenze e delle reti in nazionale ― Kenya | Cronologia completa delle presenze e delle reti in nazionale ― Kenya | Cronologia completa delle presenze e delle reti in nazionale ― Kenya | Cronologia completa delle presenze e delle reti in nazionale ― Kenya | Cronologia completa delle presenze e delle reti in nazionale ― Kenya | Cronologia completa delle presenze e delle reti in nazionale ― Kenya | Cronologia completa delle presenze e delle reti in nazionale ― Kenya |
| Data                                                                 | Città                                                                | In casa                                                              | Risultato                                                            | Ospiti                                                               | Competizione                                                         | Reti                                                                 | Note                                                                 |
| -------------------------------------------------------------------- | -------------------------------------------------------------------- | -------------------------------------------------------------------- | -------------------------------------------------------------------- | -------------------------------------------------------------------- | -------------------------------------------------------------------- | -------------------------------------------------------------------- | -------------------------------------------------------------------- |
| 8-12-2019                                                            | Kampala                                                              | Kenya                                                                | 1 – 0                                                                | Tanzania                                                             | CECAFA Cup 2019                                                      | -                                                                    | 82’                                                                  |
| 14-12-2019                                                           | Kampala                                                              | Kenya                                                                | 1 – 0                                                                | Zanzibar                                                             | CECAFA Cup 2019                                                      | -                                                                    | 83’                                                                  |
| 19-12-2019                                                           | Kampala                                                              | Kenya                                                                | 2 – 1                                                                | Tanzania                                                             | CECAFA Cup 2019                                                      | -                                                                    |                                                                      |
| Totale                                                               |                                                                      | Presenze                                                             | 3                                                                    |                                                                      | Reti                                                                 | 0                                                                    |                                                                      |